# 杨东站
楊東站（：／ Yangdong yeok */?）是中央線沿線的一座鐵路車站，位于韓國楊平郡楊東面雙鶴里，有ITX-新村及無窮花號列車停靠。

## 車站結構
站體為2面4線的雙島式月台。

### 月台配置
| ↑ 梅谷          |
| ４３ \| ２１ \| |
| 三山 ↓          |

| 月台 | 路線   | 車種              | 目的地                  |
| ---- | ------ | ----------------- | ----------------------- |
| 1    | 中央線 | ITX-新村 無窮花號 | 不使用                  |
| 2    | 中央線 | ITX-新村 無窮花號 | 往 安東、釜田、東海方向 |
| 3    | 中央線 | ITX-新村 無窮花號 | 往 楊平、清涼里方向     |
| 4    | 中央線 | ITX-新村 無窮花號 | 不使用                  |

## 历史
- 1940年4月1日：开始使用。
- 2012年9月25日：新站舍启用。

## 相鄰車站
韓国铁道公社
中央线
梅谷－楊東－三山